# Tornare a vincere
Tornare a vincere (The Way Back) è un film del 2020 diretto da Gavin O'Connor.

## Trama
Carpentiere in una impresa di costruzioni, alcolizzato e separato dalla moglie, Jack Cunningham trova un'occasione di riscatto quando gli viene offerto il posto da allenatore della Bishop Hayes, la squadra di basket della scuola cattolica di cui da studente era il campione indiscusso. Da un gruppo di giocatori bravi ma indisciplinati, Jack costruisce una squadra vera, solida e sicura di sé, aiutandola a risalire la classifica e ad arrivare, per la prima volta dopo venticinque anni, ai playoff dei campionati scolastici nazionali. Nel passato di Jack, però, c'è un dolore troppo grande per essere dimenticato e ancora in grado di mettere a rischio la sua rinascita.

## Promozione
Il trailer originale è stato diffuso il 14 novembre 2019, seguito da quello in italiano.

## Distribuzione
La pellicola è stata distribuita nelle sale cinematografiche statunitensi a partire dal 6 marzo 2020, mentre in Italia dal 23 aprile seguente direttamente in streaming e download digitale.